# Bílá věž (bašta)
Bílá věž je gotická hradební bašta, která byla v několika fázích postupně vestavěna do rozšiřované budovy Jihočeského divadla v Českých Budějovicích. Pod číslem 3-628 a označením zbytek bašty ve zdivu čp. 424 (354, 355, 356) je vedena jako součást památkově chráněného městského opevnění.

## Charakteristika a historie

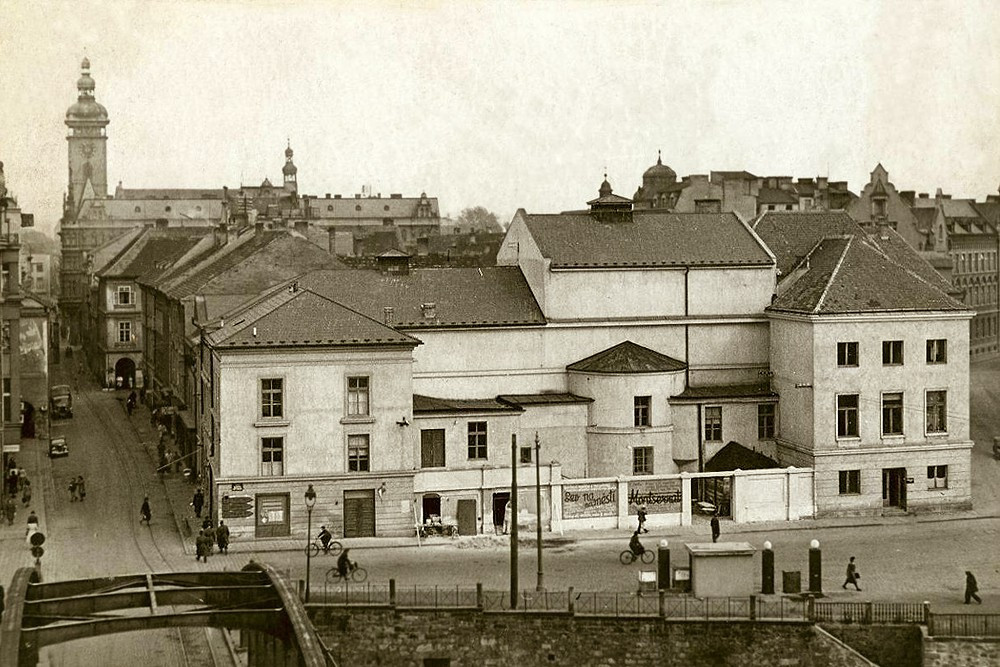
Snížená Bílá věž po opravě následující bombardování 1945

Původně gotická poloválcová bašta hlavní (tj. vnitřní, vyšší) hradební zdi pocházela z konce 13. století. Prvních stavebních úprav se dočkala v 15. století. Již v 16. století je doložen název Weisspierhaus, takzvaný Bílý pivovar stál přes ulici Dr. Stejskala proti současnému divadlu. Na místě divadla měl pivovar sklady. Podobně jako Katovská věž (na opačnou stranu od pivovaru) byla vyšší než Otakarka. Z části skladů pivovaru vzniklo po stavebních úpravách divadlo. Později, v roce 1819, byla část skladů zbořena a uvolněná plocha využita při empírové přestavbě divadla k jeho rozšíření. Divadlo se přistavělo k baště a ta se v upravené podobě (tři podlaží, okna a snížená střecha) začlenila do průčelí budovy směrem k řece. V roce 1945 budovu těžce poškodilo americké bombardování, takže se zprvu uvažovalo o jejím odstranění a stavbě divadla v jiné lokalitě. Nakonec byly zahájeny opravy (1945–1946), díky nimž zůstala zachována dvě nižší podlaží věže (horní zničilo bombardování). Přestavba v roce 1956 zcela uzavřela baštu do budovy divadla. Další přestavba, z let 1986–1990, dala divadlu současnou podobu. V nižším podlaží vznikla ladírna, ve vyšším šatna a vchod do zákulisí.

## Pojmenování
Bílá věž získala své jméno podle Bílého pivovaru, který své pojmenování získal od světlého piva, které vařil. Označení Bílá věž je používané i pro Klášterní neboli Dominikánskou věž v areálu kláštera na Piaristickém náměstí. V jejím případě jde o označení novodobé, které se poprvé objevilo až v názvech kulturních akcí Koncerty pod Bílou věží a Múzy pod bílou věží konaných roku 1985.